# Distrito de Las Laderas
El distrito de Las Laderas (en francés arrondissement des Côteaux; y en criollo haitiano: awondisman Koto) es una división administrativa haitiana, que está situada en el departamento de Sur.

## División territorial
Está formado por el reagrupamiento de tres comunas:
- Las Laderas
- Port-à-Piment
- Roche-à-Bateau